# Byrrhinus neoguineensis
Byrrhinus neoguineensis is een keversoort uit de familie dwergpilkevers (Limnichidae). De wetenschappelijke naam van de soort werd in 1956 gepubliceerd door Maurice Pic.